# 篠山盆地

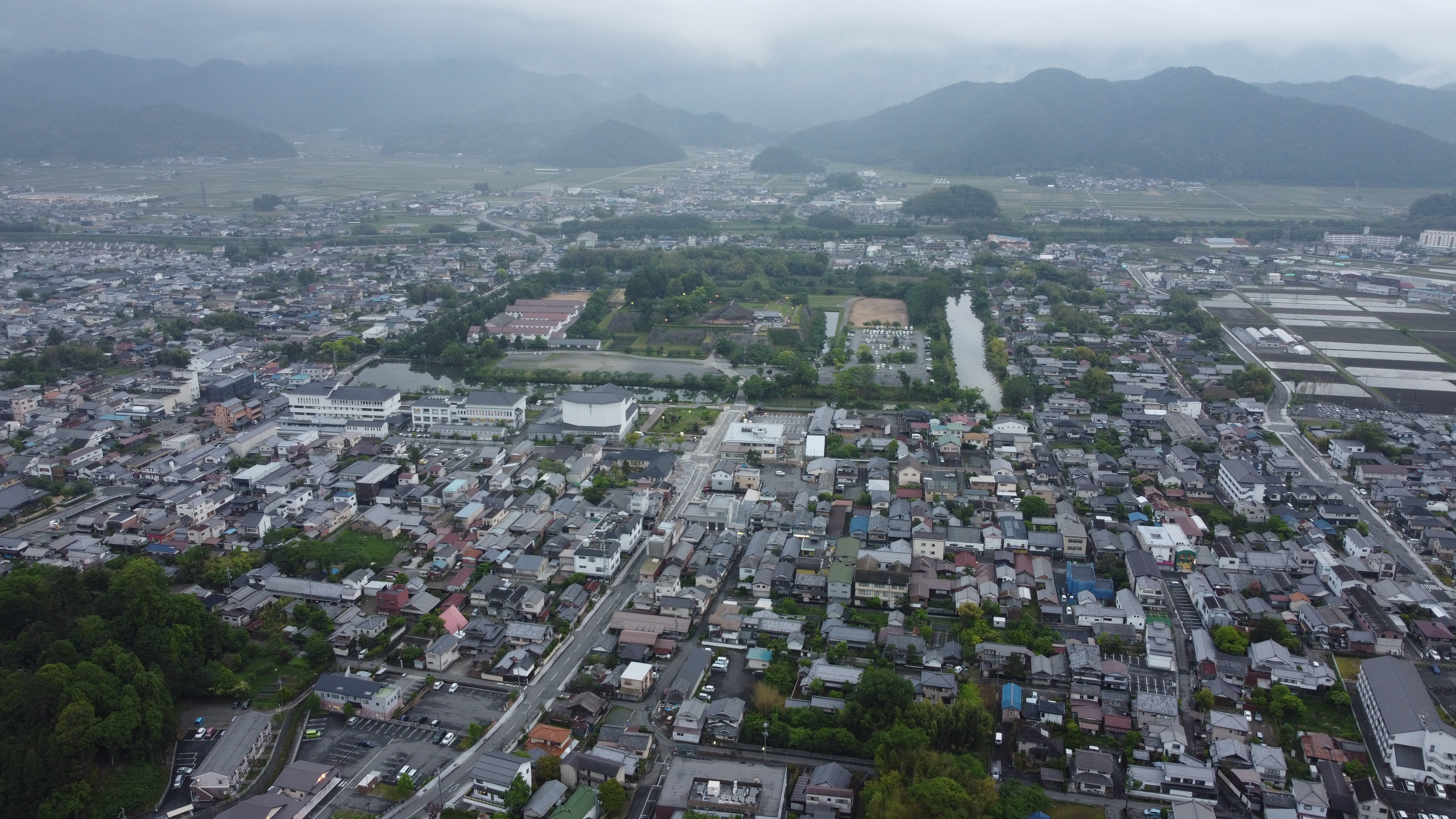
篠山盆地（空撮）中央の堀の内側が篠山城

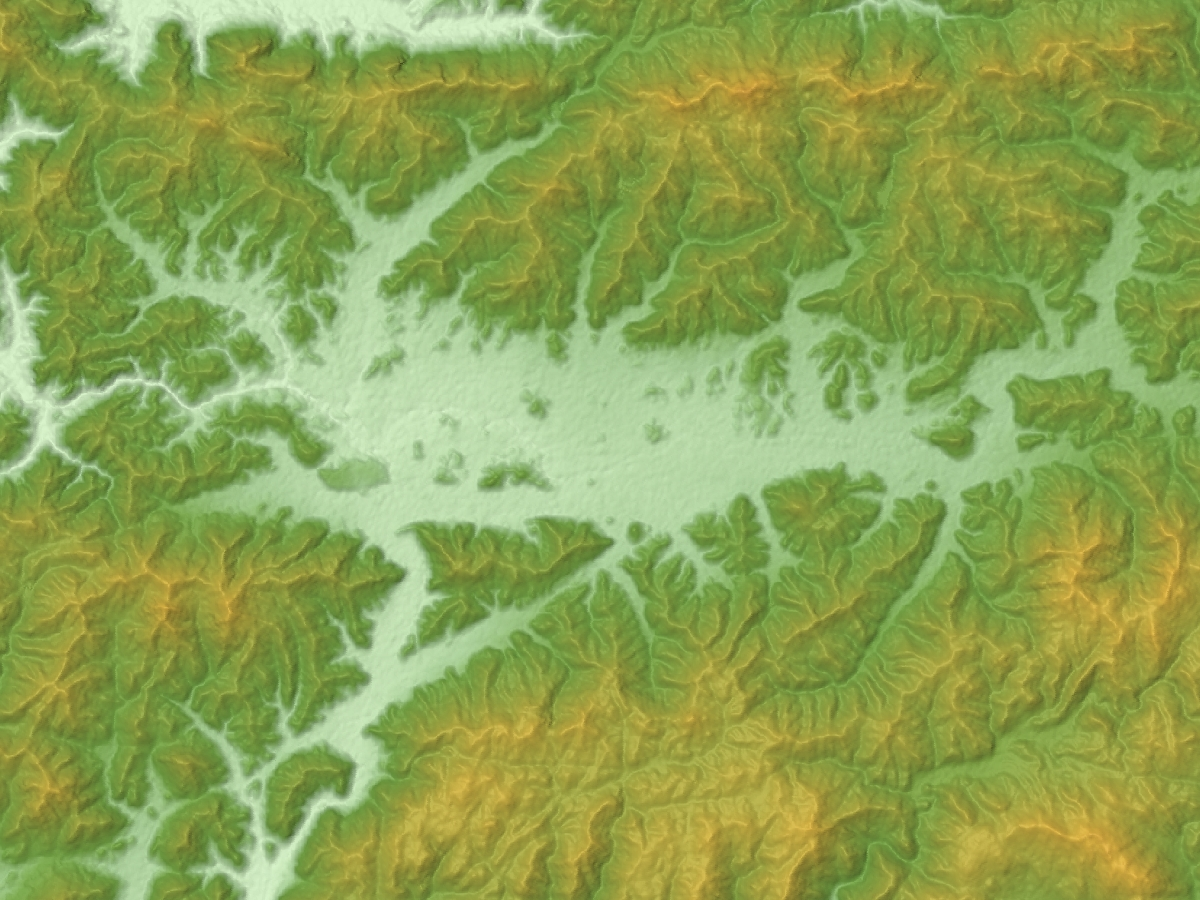
篠山盆地の地形図

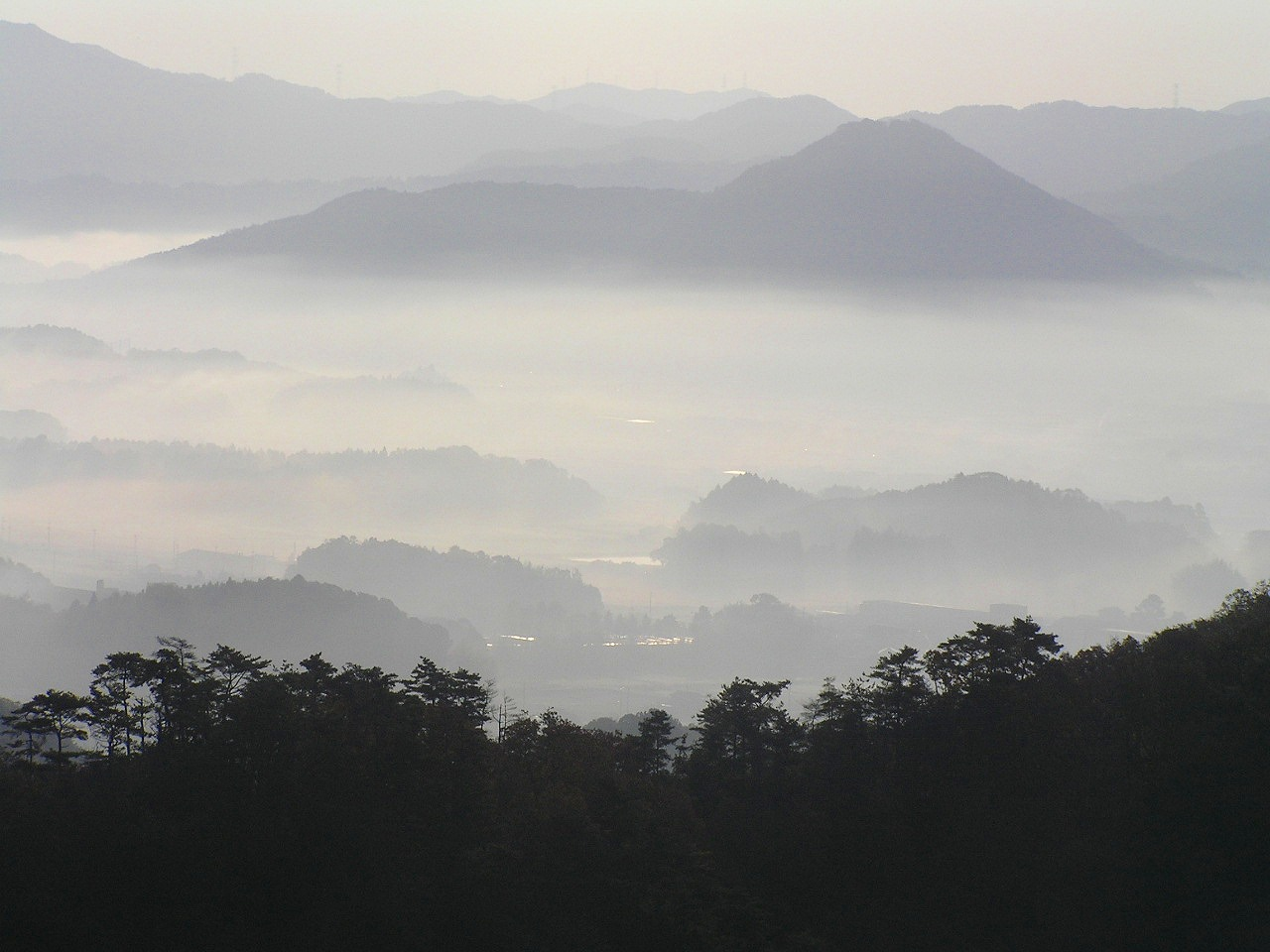
篠山盆地（盃ヶ岳より）

篠山盆地（ささやまぼんち）は、丹波高地内にあり、四方を多紀連山、三田市の三国ヶ岳、弥十郎ヶ岳などの連山に囲まれた兵庫県丹波篠山市の盆地。東西 16 km 、南北6km 。

## 成り立ち

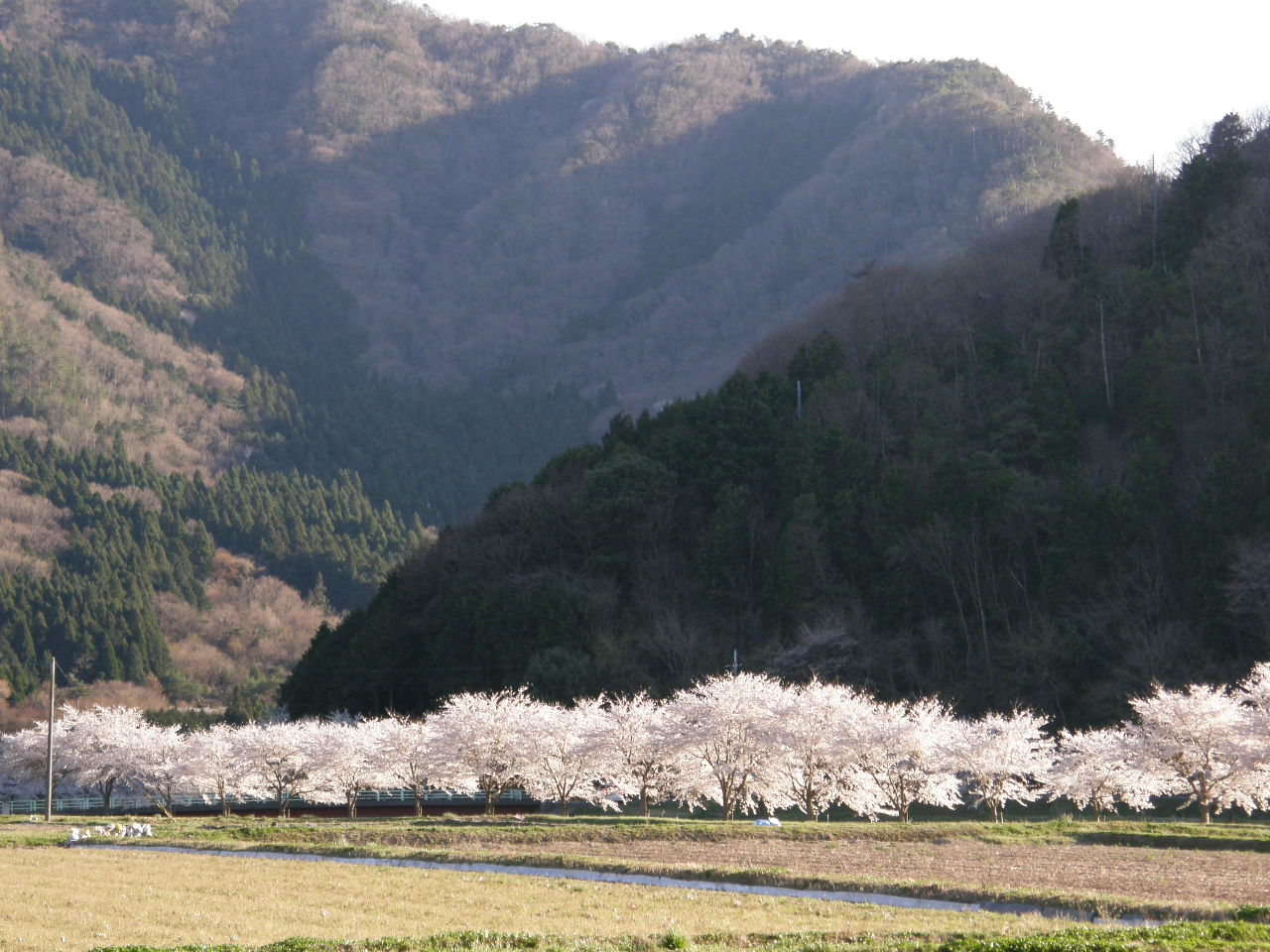
現在の丹波篠山市当野付近の武庫川流域。基盤岩が武庫川に堆積した結果、武庫川の水は篠山川に奪われ分水嶺が移動した。

南部は加古川支流の篠山川流域となっており、段丘および沖積地から構成され、川の働きにより流入した多くの礫や砂、土が堆積している。篠山盆地の基盤は南にいくほど低くなっている。現在は川代渓谷を経由し加古川に注ぐ篠山川は、最終氷期までは武庫川に向かって流れていた。これは川代渓谷の標高が 176 m であることと篠山盆地の堆積物を除いた基盤の丹波層群の基盤の標高が 160 m であることから推測されている。また、川代渓谷の篠山盆地側に堆積した礫層の石の並び方から判断し、現在とは逆方向、すなわち盆地に向かって川が流れていることが判明している。すなわち当時、川代渓谷は存在せず、年月とともに山が削られ、渓谷になったと推定されている。最終氷河期までの篠山川は傾斜の緩やかなことから排水が悪く、当野付近の基盤岩が武庫川に堆積し、さらに流れを堰き止めた。この際の堆積土が弁天黒土と呼ばれている。

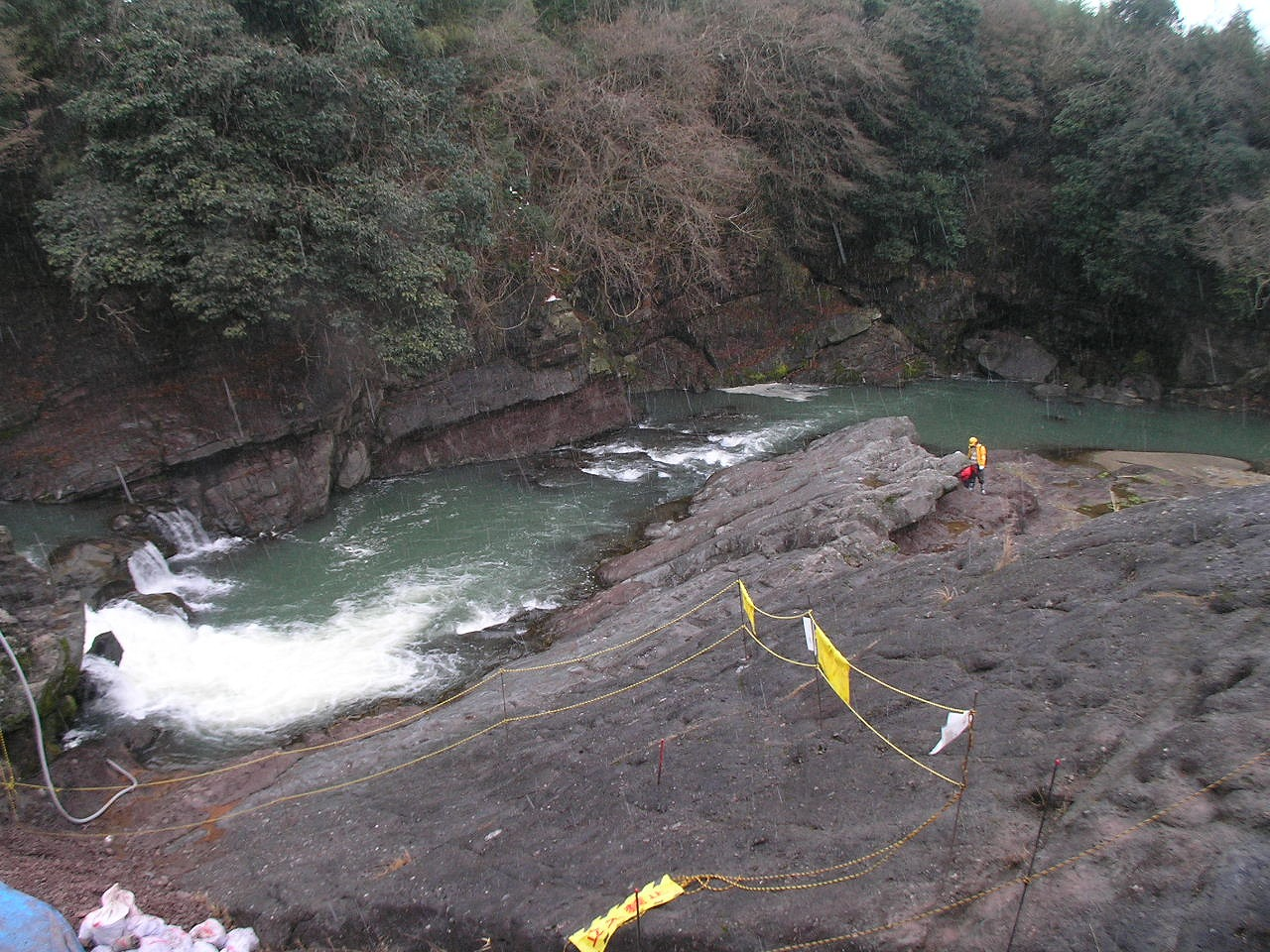
現在とは逆方向に流れていた川代渓谷付近の篠山川

川代渓谷の誕生とともに排水は改善し、盆地に堆積されていた堆積土の侵食が始まる。武庫川の水は篠山川に奪われた結果、分水嶺は盆地南部に移動する。篠山川の流れは速くなり、盆地を侵食していった。このため浸食の激しい箇所では丹波層群が露出し見える箇所がある。対して武庫川は緩慢な流れであるため、新しく扇状地性の堆積物を以前の堆積物上に堆積を開始し始めた。

## 特徴
北を多紀連山、南を三国ヶ岳、弥十郎ヶ嶽、東を三国岳、西を白髪岳、金山などをはじめとする多くの 600 - 700 m 級の山々に四方を包囲されているため、盆地特有の気象上の特徴を有し、周辺地域に比し寒暖の差が大きい。このため特に晩秋にはしばしば早朝には濃い霧が発生し丹波霧と呼ばれている。夏は高温・高湿で概して内陸気候である。こうした気候を活かした農業が盛んである。篠山盆地の土は、粘土質で栄養分を豊富に含み、耕作には適している。特産物は米（コシヒカリ）、黒豆、山の芋、丹波栗である。特に黒豆（丹波黒）には寒暖の差と早朝の濃霧が大きく貢献する。丹波霧は通常、深夜から朝10時頃まで盆地を覆い、低山や高台からでも神秘的な光景を目にすることができる。